# 卒業ホームラン
「卒業ホームラン」（そつぎょうホームラン）は、重松清による短編小説集『日曜日の夕刊』の中に収められている短編小説。また、それを原作とし、他の2つの短編小説と再構成されたスペシャルドラマである。
テレビドラマは重松清の短編小説「卒業ホームラン」（日曜日の夕刊）、「団旗はためくもとに」（小さき者へ）、「バスに乗って」（小学五年生）の3作品から構成され、一つの家族ドラマとなっている。

## テレビドラマ
2011年3月23日の21:00 - 23:08（JST）に、テレビ東京系列で放送。

### 出演
卒業ホームラン
- 加藤 徹夫 - 船越英一郎
- 加藤 佳枝 - 高島礼子
- 加藤 典子 - 美山加恋
- 加藤 智 - 岡田蒼生（ジャニーズJr.）

団旗はためくもとに
- 井上 竜二 - 山口智充
- 井上 小百合 - 斉藤由貴
- 井上 美奈子 - 高畑充希
- 井上 翔太 - 栗田恵（ジャニーズJr.）

バスに乗って
- 末永 優一 - 杉本哲太
- 末永 知美 - 戸田菜穂
- 末永 俊郎 - 倉本郁（ジャニーズJr.）
- 河野 - 中村梅雀
- 田島 - 吉田鋼太郎
- 伊達 - 北大路欣也

### スタッフ
- 脚本 - 矢島正雄
- 演出 - 赤羽博
- 製作 - テレビ東京、ホリプロ

### 放送局・放送時間
| 放送対象地域   | 放送局         | 系列           | 放送日・放送時間             | 備考       |
| -------------- | -------------- | -------------- | ---------------------------- | ---------- |
| 関東広域圏     | テレビ東京     | テレビ東京系列 | 2011年3月23日 21:00 - 23:08  | 制作局     |
| 北海道         | テレビ北海道   | テレビ東京系列 | 2011年3月23日 21:00 - 23:08  | 同時ネット |
| 愛知県         | テレビ愛知     | テレビ東京系列 | 2011年3月23日 21:00 - 23:08  | 同時ネット |
| 大阪府         | テレビ大阪     | テレビ東京系列 | 2011年3月23日 21:00 - 23:08  | 同時ネット |
| 岡山県・香川県 | テレビせとうち | テレビ東京系列 | 2011年3月23日 21:00 - 23:08  | 同時ネット |
| 福岡県         | TVQ九州放送    | テレビ東京系列 | 2011年3月23日 21:00 - 23:08  | 同時ネット |
| 滋賀県         | びわ湖放送     | 独立放送局     | 2011年3月23日 21:00 - 23:08  | 同時ネット |
| 和歌山県       | テレビ和歌山   | 独立放送局     | 2011年3月23日 21:00 - 23:08  | 同時ネット |
| 岩手県         | IBC岩手放送    | TBS系列        | 2011年6月19日 14:00 - 16:08  |            |
| 福島県         | 福島中央テレビ | 日本テレビ系列 | 2011年7月24日 13:15 - 15:25  |            |
| 新潟県         | 新潟テレビ21   | テレビ朝日系列 | 2011年8月3日 13:55 - 16:00   |            |
| 山形県         | 山形放送       | 日本テレビ系列 | 2011年8月7日 13:00 - 15:10   |            |
| 福井県         | 福井テレビ     | フジテレビ系列 | 2011年9月17日 12:55 - 15:05  |            |
| 富山県         | 富山テレビ     | フジテレビ系列 | 2011年10月2日 12:35 - 15:00  |            |
| 熊本県         | テレビ熊本     | フジテレビ系列 | 2011年12月31日 15:00 - 17:10 |            |
| 秋田県         | 秋田放送       | 日本テレビ系列 | 2012年1月3日 15:00 - 17:10   |            |
| 広島県         | テレビ新広島   | フジテレビ系列 | 2012年3月17日 25:35 - 27:50  |            |
| 宮城県         | 仙台放送       | フジテレビ系列 | 2012年4月28日 13:28 - 15:40  |            |